# Средња Франконија
Средња Франконија (бав. Middlfrankn) је један од седам административних региона немачке државе Баварска.
| Окрузи | Аутономни градови                                   |
| --- | --------------------------------------------------- |
| 1. Ансбах 2. Ерланген Хохштат 3. Фирт 4. Нојштат на Ајшу-Бад Виндсхајм 5. Нирнбергер Ланд 6. Рот 7. Вајсенбург-Гунценхаузен | 1. Ансбах 2. Ерланген 3. Фирт 4. Нирнберг 5. Швабах |